# Expreso Vande Bharat
El Vande Bharat Express, anteriormente conocido como Train 18, es un tren eléctrico de unidades múltiples de alto rendimiento operado por Indian Railways . Fue diseñado por RDSO y fabricado por Integral Coach Factory (ICF), propiedad del gobierno, ubicada en Chennai .
El 27 de enero de 2019, el Tren 18 pasó a llamarse Vande Bharat Express en honor al hecho de que el tren se fabricó íntegramente en India. Se hizo teniendo en cuenta el mantenimiento de bajo costo y la optimización operativa. El tren entró en servicio el 15 de febrero de 2019. Aunque el coste de un solo tren es de aproximadamente ₹ 115 millones de rupias (13 millones de €), se puede reducir si comienza la producción en masa.
Vande Bharat express sigue siendo el negocio más rentable y lucrativo para Indian Railways con la tasa de ocupación más alta, del 130%.
El diseño y las especificaciones de Vande Bharat Express han sido estandarizados por RDSO,

## Historia

### Antecedentes
El Vande Bharat Express se basa en la tecnología Mainline Electric Multiple Unit (MEMU) desarrollada a mediados de la década de 1950. Integral Coach Factory fabrica tecnología MEMU desde hace 25 años.
Indian Railways estaba pensando en iniciar un nuevo tipo de tren MEMU, similar al Tren 18, para trasladar personas de una ciudad a otra.
En junio de 2015, Indian Railways emitió una oferta para la fabricación de trenes, pero ninguna oferta cumplió con los criterios necesarios, lo que llevó a la decisión de fabricar trenes de forma independiente en India. 
En 2016, después de la introducción del Gatimaan Express, Indian Railways logró alcanzar los 160 km/h (99,4 mph) de velocidad. 
Se anunció la fabricación de dos nuevos trenes en ICF y se denominaron "Tren-2018" debido a la fecha de finalización prevista.

### Fabricación del primer tren
La fabricación del "Train-2018" se completó en octubre de 2018. Durante las pruebas de funcionamiento, el tren alcanzó una velocidad operativa de 180 km/h (111,8 mph) .
Según los certificados de velocidad para los trenes LHB en el sitio web de RDSO, India realizó su primera prueba a esta velocidad con un tren LHB en 2000. Aun así, el Vande Bharat Express es más rápido.

### Circulaciones de prueba
El 29 de octubre de 2018 tuvo lugar la primera prueba en Chennai . Se probaron los frenos y el aire acondicionado, y la tripulación se familiarizó con los sistemas más importantes de control. Un funcionario de Indian Railways dijo que, durante el recorrido a baja velocidad en Chennai, "algunos fusibles se dispararon", pero el problema fue pequeño y fácil de solucionar. La segunda ronda de pruebas se programó en Delhi el 7 de noviembre de 2018 y las pruebas finales se llevarían a cabo en Kota-Sawai Madhopur. El tren estaba remolcado por una locomotora que salía el 11 de noviembre y llegó a Delhi el 13 de noviembre.
El 17 de noviembre de 2018, estaba previsto que comenzaran las pruebas en un tramo de vía entre Bareilly y Moradabad en Uttar Pradesh. Debido a un problema en esta parte de la línea, la ubicación se cambió a Moradabad-Rampur. Las pruebas se realizaron a bajas velocidades, entre 30 y 60 km/h . Más adelante, el tren se trasladó a una sección de la vía en Kota-Sawai Madhopur para probarlo a la velocidad operativa. La Organización de Normas y Diseño de Investigación de la India (RDSO, por sus siglas en inglés) juntó a un equipo de seis funcionarios, que supervisó las pruebas y dio el visto bueno para la prueba de velocidad final.
El tren alcanzó una velocidad máxima de 180 km/h (111,8 mph) durante sus pruebas, aunque teóricamente es capaz de alcanzar una velocidad de hasta 200 km/h (124,3 mph) . Tiene una velocidad comercial máxima de 160 km/h (99,4 mph) y una velocidad promedio de 95 km/h (59,0 mph) . El tren funciona a una velocidad máxima de 130 km/h (80,8 mph) porque las vías no son capaces de soportar velocidades tan altas.
El consumo de energía específico en toneladas brutas por kilómetro fue de 15,4 kWh, que es menor que el de otros trenes indios. Según la simulación realizada en el ICF, el consumo específico de energía de Shatabdi Express fue de 17,2 kWh por tonelada bruta km.

### Inauguración

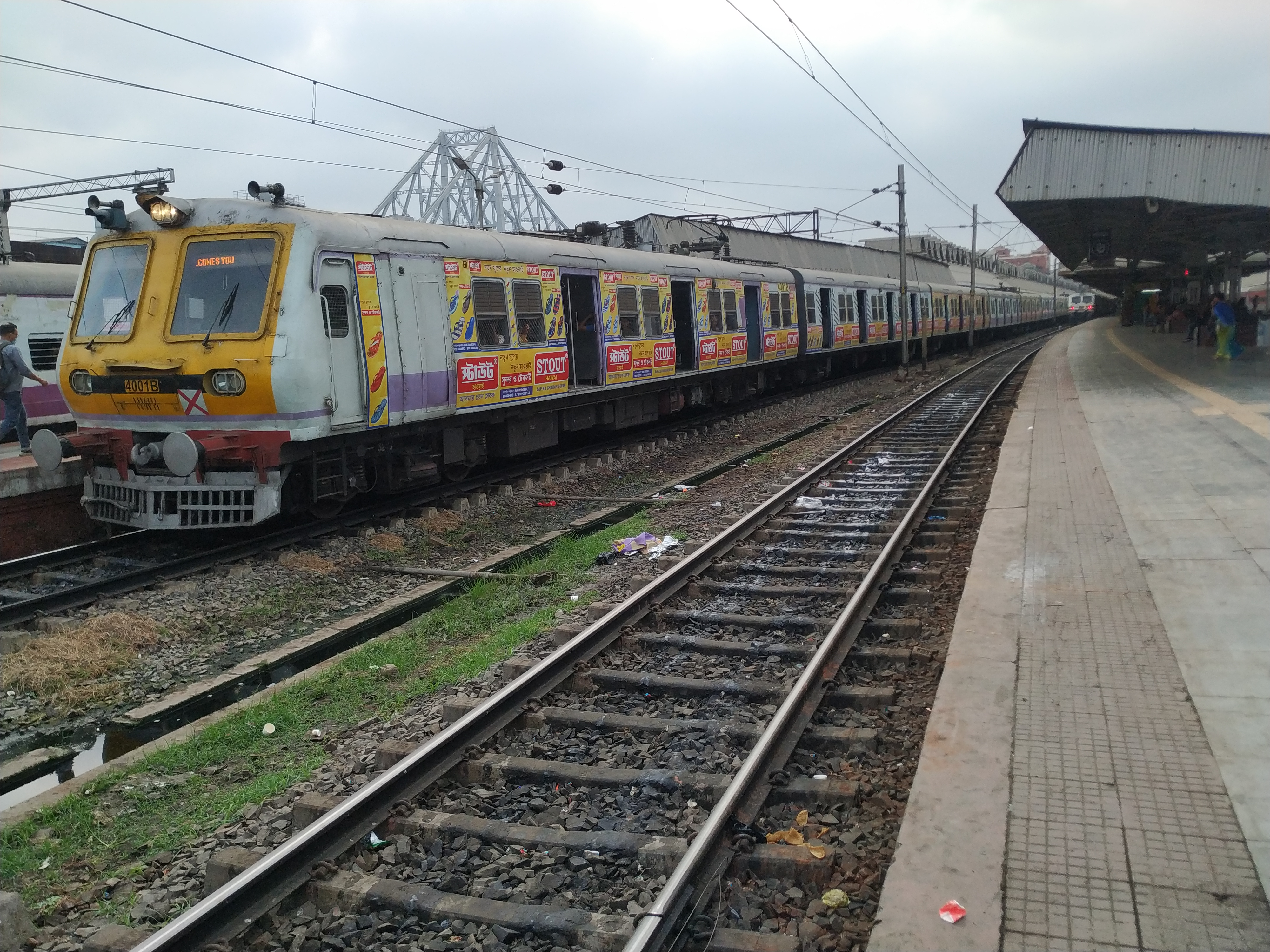
Tecnología EMU de tren local a partir de la cual se hizo Vande Bharat Express

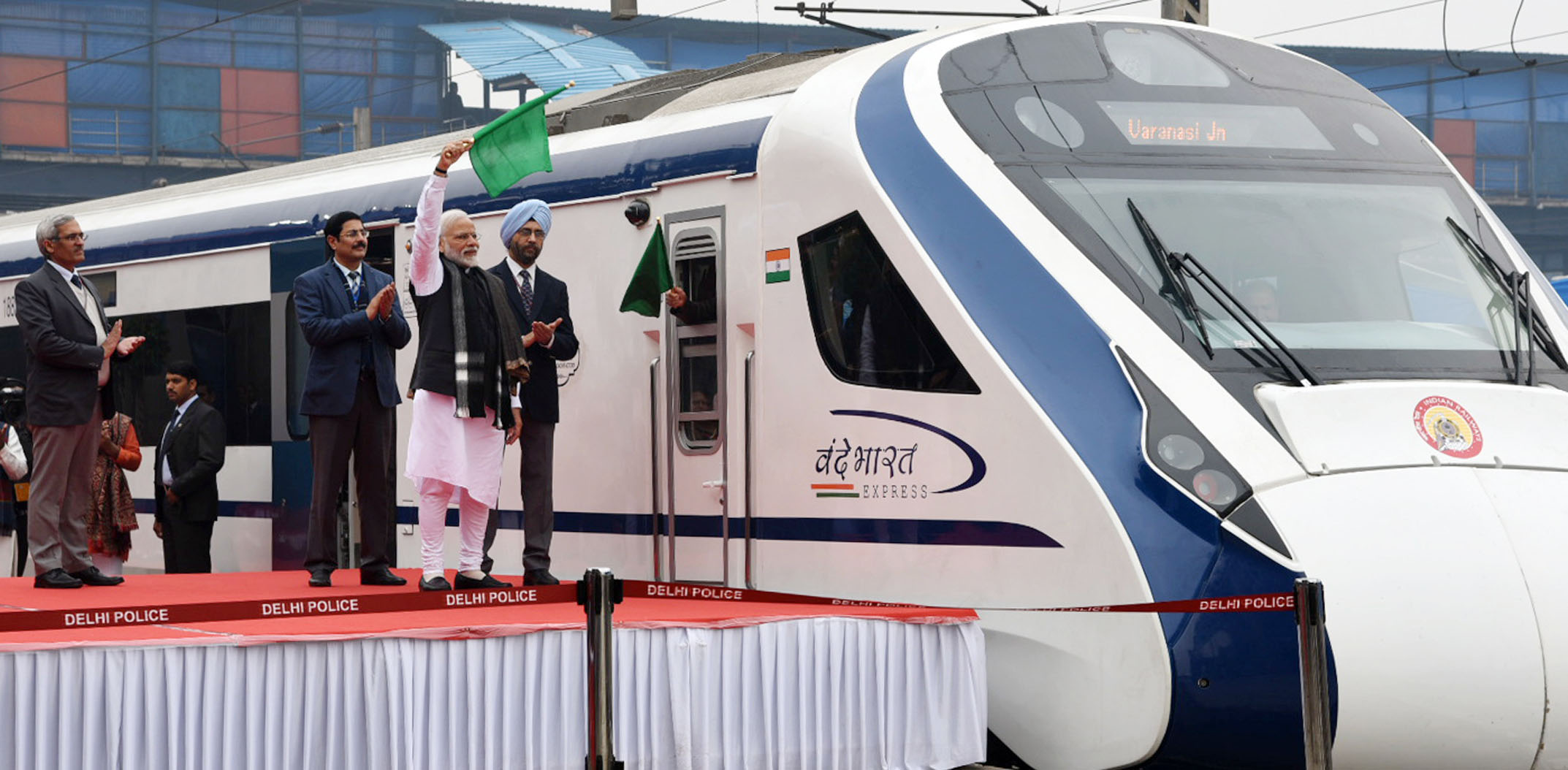
El primer ministro Narendra Modi expidió el primer Vande Bharat Express entre Delhi y Varanasi en la estación de tren de Nueva Delhi el 15 de febrero de 2019.

El primer ministro Narendra Modi expidió el primer Vande Bharat Express de segunda generación entre Gandhinagar y Mumbai en la estación de tren de Gandhinagar Capital el 30 de septiembre de 2022.

El "Tren 18" se inauguró el 15 de febrero de 2019 tras de cuatro años de planificación, fabricación y pruebas. fue pronto  rebautizado como "Vande Bharat Express" por el ministro de ferrocarriles . El primer ministro Narendra Modi expidió simbólicamente el viaje inaugural el 15 de febrero de 2019, y la operación comercial comenzó el 17 de febrero de 2019. Circula en la ruta Delhi-Varanasi, a través de Kanpur y Prayagraj, conectando Varanasi con la ciudad capital y reduciendo el tiempo de viaje a lo largo de la ruta en un 15%. También se espera que los frenos regenerativos del tren permitan un ahorro del 30% en el coste de la electricidad en comparación con su predecesor.
El viaje de 8 horas desde Nueva Delhi a la estación de Varanasi tiene una tarifa de clase CC de coche con asiento de ₹ 1,440.00 (16,50 €) y cubre una distancia total de aproximadamente 762 km (473,5 mi) .[cita requerida]

### 2019-presente
El 14 de diciembre de 2019, tras el éxito de la ruta Nueva Delhi-Varanasi y la posterior ruta Nueva Delhi-Katra, la Junta de Ferrocarriles aprobó la producción de 45 nuevos trenes Vande Bharat para 2022.
La producción se ralentizó debido a la pandemia de COVID-19, que redujo la capacidad de producción anual en un 12,5 %, y por otros problemas administrativos. A pesar de esto, el ministro de ferrocarriles decidió seguir adelante con el cronograma y pidió a los funcionarios construir 10 trenes para agosto de 2022.
En enero de 2021, Indian Railways realizó pedidos de 44 trenes Vande Bharat de segunda generación.
En el Presupuesto de la Unión para 2022, la ministra de Finanzas, Nirmala Sitharaman, anunció que el gobierno fabricaría 400 trenes Vande Bharat más durante los próximos tres años.
Indian Railways había pedido 36.000 ruedas para los trenes Vande Bharat de Ucrania a un costo de 16 millones de dólares. Los suministros se interrumpieron debido a la invasión rusa de Ucrania en 2022 . Indian Railways también realizó pedidos a empresas con sede en la República Checa, Polonia, Malasia, China y los Estados Unidos para garantizar un suministro ininterrumpido de ruedas.
En mayo de 2022, Indian Railways contrató a Steel Authority of India (SAIL) para producir 100 000 ruedas en su planta de acero de Durgapur.
En mayo de 2022, Indian Railways construirá ruedas en Rail Wheel Factory en India que podrían fabricar 80,000 ruedas para trenes de alta velocidad cada año. SAIL, Durgapur y RINL, Forged Wheel Plant, Uttar Pradesh también producirán ruedas Make in India para Vande Bharat express.

## Velocidad y Aceleración
Vande Bharat Express tiene una velocidad comercial máxima de 160 km/h (99,4 mph) . superó 180 km/h (111,8 mph) durante la prueba, pero las vías no son capaces de soportar velocidades tan altas; por lo tanto, el tren se opera a una velocidad máxima de 130 km/h (80,8 mph) . Chennai-Mysuru es aún más lento, pero se planea aumentarlo. Debido a estas limitaciones técnicas, el Gatimaan Express es el tren más rápido de la India, ya que su velocidad máxima permitida durante el segmento Tughlakabad-Agra es 160 km/h (99,4 mph) . Habibgan-New Delhi Shatabdi Express es el segundo tren más rápido, ya que su velocidad máxima permitida es 150 km/h (93,2 mph) en la ruta Tughlakabad-Agra.[cita requerida]
El Vande Bharat Express tiene la aceleración más rápida de la red ferroviaria india. Su segunda versión aceleró de 0 a 100 km/h en solo 52 segundos durante las pruebas. Según Western Railway, la primera y la segunda versión alcanzan 0 a 160 km/h en 145 segundos y 129 segundos, respectivamente.[cita requerida]